# Mallika
Mallika is een afrotropisch geslacht van vlinders uit de familie van de Nymphalidae. De wetenschappelijke naam voor dit geslacht is voor het eerst voorgesteld door Steve Collins en Torben Bjørn Larsen in een publicatie uit 1991.
Dit geslacht is monotypisch, dat wil zeggen dat het maar één soort heeft namelijk Mallika jacksoni (Sharpe, 1896).